# Хомин, Николай Лукьянович
Николай Лукьянович Хомин (укр. Микола Лук'янович Хомин; 16 сентября 1974, Ивано-Франковск, Украинская ССР, СССР) — украинский футболист, вратарь.

## Игровая карьера
Воспитанник ивано-франковского футбола. Первый тренер — Блашкив. С 1993 года играл в команде «Калуш» сначала на любительском уровне, затем — во второй лиге чемпионата Украины. В 1998 году привлекался к матчам главной команды области — «Прикарпатье», с которой у «Калуша» были взаимоотношения фарм-клубов. 26 мая 1998 года в составе ивано-франковцев в матче против «Кривбасса» (1:2) дебютировал в высшей лиге чемпионата Украины.
В 1999 году перешёл в бурштынский «Энергетик». В этой команде Хомин (с перерывом в один год) играл до конца профессиональной карьеры в 2011 году. В футболке «Энергетика» провёл на поле более 220 матчей, став рекордсменом команды по количеству сыгранных поединков среди вратарей. Становился призёром второй лиги, обладателем Кубка Подгорья, признавался лучшим вратарём этого турнира.
В 2012 году стал игроком любительской команды «Славия» (Отыния). Позже в этой команде стал играющим тренером. После расформирования команды в 2014 году стал игроком «Николаева» Львовской области.

## Достижения
«Энергетик»
- Обладатель Кубка Подгорья (2): 2000, 2001[1]
- Серебряный призёр группы «А» второй лиги (2): 2002/03, 2004/05
- Бронзовый призёр группы «А» второй лиги (1): 1999/2000